# Гаймар, Эрве
Эрве́ Гайма́р (фр. Hervé Gaymard; род. 31 мая 1960, Бур-Сен-Морис, Франция) — французский политик-правоцентрист, бывший депутат Национального собрания, входил в правительства Алена Жюппе и Жан-Пьера Раффарена во время президентства Жака Ширака.

## Биография
Отец Эрве был муниципальным советником и начальником корпуса пожарной охраны в Бур-Сен-Морисе, занимался торговлей. По собственному утверждению, Гаймар начал проявлять интерес к политике в 10 лет (в день смерти Шарля де Голля). Тогда же стал голлистом, а в 1975 году вступил в «Союз демократов в поддержку республики», затем в «Объединение в поддержку республики». Во время учёбы в Институте политических исследований был главой университетской ячейки партии. Помимо этого, получил юридическое образование в Университете Пантеон-Сорбонна и окончил Национальную школу администрации.
Его жена — бывший генеральный директор «General Electric» во Франции (2006 — 2016) и вице-президент «GE International».
После учёбы был назначен в Министерство экономики, где в разные годы занимался секторами обороны, окружающей среды, территориального планирования и пенсионного финансирования, а с 1990 по 1992 год работал финансовым атташе в посольстве Франции в Египте.
При премьер-министре Аллене Жюппе был Государственным секретарём по вопросам финансов (1995) и по вопросам здравоохранения и социального обеспечения (1995 — 1997). После назначения Жан-Пьера Раффарена на должность главы французского правительства стал министром сельского хозяйства (2002 — 2004), а позже в течение трёх месяцев (до конца февраля 2005 года) занимал пост министра экономики, который ему пришлось покинуть в связи со скандалом — выяснилось, что он арендовал на бюджетные деньги  квартиру площадью более 600 м² около Елисейских Полей. В сентябре того же году Гаймар возместил сумму в размере 58 894 евро, соответствующую расходам, понесённым при его заселении в служебную квартиру, и арендной плате, уплаченной государством, выполнив обещание, данное публично во время своей отставки, после чего был реинтегрирован в корпус гражданской службы.
Возникали некоторые подозрения относительно того, как СМИ получили информацию о той квартире.  Есть предположение, что скандал был инициирован Николя Саркози, политическим соперником и однопартийцем Гаймара.
Через некоторое время премьер-министр Доминик де Вильпен поручил ему занятие разработкой политики Франции в отношении развивающихся государств.
После 2005 года занимается преимущественно региональной политикой в департаменте Савойя на востоке Франции, от одного из округов которого с 1993 по 2012 год выдвигался кандидатом в депутаты Национального собрания. В 2017 году от участия в парламентских выборах отказался. С 2008 года является Президентом Генерального совета департамента Савойя (был им также с 1999 по 2002 год).
В 2013 году стал одним из вице-президентов «Союза за народное движение», получив поддержку экс-премьер-министра Франсуа Фийона. До этого также занимал различные партийные посты: член политического бюро «Объединения в поддержку республики» (1995 — 2002) и «Союза за народное движение» (2002— 2005). Принадлежит к ширако-вильпенистскому внутрипартийному движению, идеи которого формировались на стыке веков, они отличаются от традиционного голлизма и, считается, находятся ближе к традиции бонапартизма. Сторонники этого движения — правые либералы, приверженцы национальной независимости, имеющие особое отношение к военным вопросам, вопросам дипломатии и культуры.
На внутрипартийных выборах «Республиканцев» в 2016 году перед предстоящими выборами Президента работал в команде Алена Жюппе, занимался разработкой его президентской программы. Во втором туре действительных президентских выборов поддержал Макрона, отдав свой голос против Марин Ле Пен.
С 2018 года возглавляет Фонд Шарля де Голля. Является членом совета директоров Института международных отношений.